# Eliminacje do Grand Prix na Żużlu 2010
Eliminacje do Grand Prix 2010

## Terminarze
Kwalifikacje do Grand Prix 2010:
- 12 kwietnia – 1. Runda Kwalifikacyjna w Pocking (Niemcy)
- 6 czerwca – 2. Runda Kwalifikacyjna w Lonigo (Włochy)
- 7 czerwca – 3. Runda Kwalifikacyjna w Divisovie (Czechy)
- 7 czerwca – 4. Runda Kwalifikacyjna Wiener Neustadt (Austria)
- 27 czerwca – 5. Runda Kwalifikacyjna w Gorican (Chorwacja)
- 4 lipca – 1. Półfinał w Motali (Szwecja)
- 4 lipca – 2. Półfinał w Dyneburgu (Łotwa)
- 20 września – Finał Grand Prix Challenge w Coventry (Wielka Brytania)

## Eliminacje polskie

### Złoty Kask
- Wrocław, 25 października 2008 r., godz. 19.00
- Sędzia: Wojciech Grodzki (Opole)
- Widzów: ok. 3.500
- NCD: 65,00 s Daniel Jeleniewski w biegu dziesiątym.

| Msc. | Zawodnik                | Klub             | Pkt |             |  |
| ---- | ----------------------- | ---------------- | --- | ----------- |  |
| 1    | (9) Damian Baliński     | Unia Leszno      | 14  | (3,3,3,3,2) |  |
| 2    | (7) Jarosław Hampel     | Unia Leszno      | 13  | (3,2,2,3,3) |  |
| 3    | (4) Adrian Miedziński   | KS Toruń         | 11  | (3,3,3,1,1) |  |
| 4    | (10) Piotr Świderski    | RKM Rybnik       | 9   | (2,2,1,3,1) |  |
| 5    | (6) Roman Poważny       | Stal Rzeszów     | 8   | (0,0,3,2,3) |  |
| 6    | (15) Adam Skórnicki     | PSŻ Poznań       | 8   | (3,3,2,0,0) |  |
| 7    | (5) Tomasz Jędrzejak    | WTS Wrocław      | 8   | (1,2,0,2,3) |  |
| 8    | (12) Daniel Jeleniewski | WTS Wrocław      | 8   | (d,1,3,2,2) |  |
| 9    | (8) Norbert Kościuch    | PSŻ Poznań       | 8   | (2,2,2,0,2) |  |
| 10   | (11) Grzegorz Walasek   | ZKŻ Zielona Góra | 8   | (1,1,2,2,2) |  |
| 11   | (2) Piotr Protasiewicz  | ZKŻ Zielona Góra | 7   | (1,3,1,1,1) |  |
| 12   | (13) Grzegorz Zengota   | ZKŻ Zielona Góra | 6   | (1,1,0,3,1) |  |
| 13   | (3) Sławomir Drabik     | Unia Tarnów      | 5   | (2,0,0,0,3) |  |
| 14   | (16) Jacek Rempała      | Unia Tarnów      | 3   | (2,0,1,0,0) |  |
| 15   | (14) Rafał Trojanowski  | PSŻ Poznań       | 3   | (0,1,1,1,0) |  |

Awans do rundy kwalifikacyjnej: 3

Bieg po biegu:
1. (66,0) Miedziński, Drabik, Protasiewicz
2. (65,3) Hampel, Kościuch, Jędrzejak, Poważny
3. (65,6) Baliński, Świderski, Walasek, Jeleniewski (d1)
4. (65,5) Skórnicki, Rempała, Zengota, Trojanowski
5. (65,2) Baliński, Jędrzejak, Zengota, Drabik
6. (66,2) Protasiewicz, Świderski, Trojanowski, Poważny
7. (65,2) Skórnicki, Hampel, Walasek
8. (65,3) Miedziński, Kościuch, Jeleniewski, Rempała
9. (66,0) Poważny, Walasek, Rempała, Drabik
10. (65,0) Jeleniewski, Skórnicki, Protasiewicz, Jędrzejak
11. (65,8) Baliński, Kościuch, Trojanowski
12. (65,1) Miedziński, Hampel, Świderski, Zengota
13. (65,3) Hampel, Jeleniewski, Trojanowski, Drabik
14. (65,5) Zengota, Walasek, Protasiewicz, Kościuch
15. (65,9) Świderski, Jędrzejak, Rempała
16. (66,0) Baliński, Poważny, Miedziński, Skórnicki
17. (65,9) Drabik, Kościuch, Świderski, Skórnicki
18. (65,1) Hampel, Baliński, Protasiewicz, Rempała
19. (66,2) Poważny, Jeleniewski, Zengota
20. (65,9) Jędrzejak, Walasek, Miedziński, Trojanowski

### Finał polski
- Gdańsk, 7 kwietnia 2009 r., godz. 18.00
- Sędzia: Andrzej Terlecki (Gdynia)
- Widzów: ok. 1.000
- NCD: 63,26 s Piotr Protasiewicz w biegu trzecim.

| Msc. | Zawodnik                 | Klub                  | Pkt  |             |  |
| ---- | ------------------------ | --------------------- | ---- | ----------- |  |
| 1    | (9) Piotr Protasiewicz   | Falubaz Zielona Góra  | 14   | (3,3,3,3,2) |  |
| 2    | (16) Grzegorz Walasek    | Falubaz Zielona Góra  | 13   | (3,3,3,1,3) |  |
| 3    | (6) Janusz Kołodziej     | Unia Tarnów           | 12   | (3,3,1,2,3) |  |
| 4    | (10) Krzysztof Kasprzak  | Unia Leszno           | 11+3 | (2,1,3,3,2) |  |
| 5    | (2) Piotr Świderski      | Unia Tarnów           | 11+2 | (3,2,3,2,1) |  |
| 6    | (3) Rune Holta           | Stal Gorzów Wlkp.     | 10   | (1,3,2,2,2) |  |
| 7    | (8) Tomasz Chrzanowski   | Polonia Bydgoszcz     | 6    | (2,1,0,0,3) |  |
| 8    | (4) Krzysztof Buczkowski | Polonia Bydgoszcz     | 6    | (2,0,0,1,3) |  |
| 9    | (7) Tomasz Gapiński      | Włókniarz Częstochowa | 6    | (1,2,2,1,0) |  |
| 10   | (12) Rafał Okoniewski    | Stal Gorzów Wlkp.     | 6    | (1,2,2,0,1) |  |
| 11   | (11) Daniel Jeleniewski  | WTS Wrocław           | 5    | (0,0,2,3,0) |  |
| 12   | (13) Adrian Gomólski     | KM Ostrów Wlkp.       | 5    | (2,1,1,1,0) |  |
| 13   | (1) Adam Skórnicki       | Wybrzeże Gdańsk       | 4    | (0,0,0,3,1) |  |
| 14   | (5) Tomasz Jędrzejak     | WTS Wrocław           | 4    | (0,2,d,0,2) |  |
| 15   | (14) Rafał Dobrucki      | Falubaz Zielona Góra  | 4    | (0,d,1,2,1) |  |
| 16   | (15) Karol Ząbik         | KM Ostrów Wlkp.       | 3    | (1,1,1,0,0) |  |
|      | rez. Grzegorz Zengota    | Falubaz Zielona Góra  | ns   |             |  |
|      | rez. Damian Sperz        | Wybrzeże Gdańsk       | ns   |             |  |
|      | Robert Miśkowiak         | KM Ostrów Wlkp.       |      | ()          |  |

Uwaga!: Damian Sperz zastąpił rezerwowego Roberta Miśkowiaka

Awans do rundy kwalifikacyjnej: 5
Bieg po biegu:
1. Świderski, Buczkowski, Holta, Skórnicki
2. Kołodziej, Chrzanowski, Gapiński, Jędrzejak
3. Protasiewicz, Kasprzak, Okoniewski, Jeleniewski
4. Walasek, Gomólski, Ząbik, Dobrucki
5. Protasiewicz, Jędrzejak, Gomólski, Skórnicki
6. Kołodziej, Świderski, Kasprzak, Dobrucki (d4)
7. Holta, Gapiński, Ząbik, Jeleniewski
8. Walasek, Okoniewski, Chrzanowski, Buczkowski
9. Walasek, Jeleniewski, Kołodziej, Skórnicki
10. Świderski, Okoniewski, Ząbik, Jędrzejak (d3)
11. Protasiewicz, Holta, Dobrucki, Chrzanowski
12. Kasprzak, Gapiński, Gomólski, Buczkowski
13. Skórnicki, Dobrucki, Gapiński, Okoniewski
14. Jeleniewski, Świderski, Gomólski, Chrzanowski
15. Kasprzak, Holta, Walasek, Jędrzejak
16. Protasiewicz, Kołodziej, Buczkowski, Ząbik
17. Chrzanowski, Kasprzak, Skórnicki, Ząbik
18. Walasek, Protasiewicz, Świderski, Gapiński
19. Kołodziej, Holta, Okoniewski, Gomólski
20. Buczkowski, Jędrzejak, Dobrucki, Jeleniewski
21. Bieg dodatkowy: Kasprzak, Świderski

Zasady kwalifikowania się zawodników do IMŚ GP:
- Ogółem: – 8 zawodników
- Miejsca od 1 do 3 z finału Złotego Kasku 2008 – Damian Baliński, Jarosław Hampel, Adrian Miedziński – 3 zawodników
- Miejsca od 1 do 4 z finału w Gdańsku – Piotr Protasiewicz, Grzegorz Walasek, Janusz Kołodziej, Krzysztof Kasprzak – 4 zawodników
- Nominacja GKSŻ: Piotr Świderski – 1 zawodnik + 1 zawodnik rezerwowy

## Runda kwalifikacyjna

### Pocking
- Pocking, 12 kwietnia 2009 r., godz. 15.30
- Sędzia: brak danych
- Widzów: brak danych

Awans do półfinału uzyska czołowa szóstka zawodników. Drugim rezerwowym Tobias Busch, a nie Thomas Stange, poza tym bez zmian. W Pocking ładna pogoda, zawody niezagrożone.
| Msc. | Zawodnik                   | Kraj            | Pkt  |             |  |
| ---- | -------------------------- | --------------- | ---- | ----------- |  |
| 1    | (10) Davey Watt            | Australia       | 13+3 | (3,3,3,3,1) |  |
| 2    | (1) Jarosław Hampel        | Polska          | 13+2 | (3,3,1,3,3) |  |
| 3    | (15) Antonio Lindbäck      | Szwecja         | 12+3 | (1,3,3,3,2) |  |
| 4    | (3) Fredrik Lindgren       | Szwecja         | 12+2 | (2,2,3,2,3) |  |
| 5    | (11) Chris Harris          | Wielka Brytania | 11   | (1,1,3,3,3) |  |
| 6    | (4) Martin Smolinski       | Niemcy          | 10+3 | (1,3,2,2,2) |  |
| 7    | (12) Damian Baliński       | Polska          | 10+u | (2,2,2,2,2) |  |
| 8    | (16) Matěj Kůs             | Czechy          | 8    | (3,1,0,1,3) |  |
| 9    | (6) Niels Kristian Iversen | Dania           | 7    | (3,1,2,u,1) |  |
| 10   | (9) Ķasts Puodžuks         | Łotwa           | 5    | (0,2,0,1,2) |  |
| 11   | (14) Edward Kennett        | Wielka Brytania | 5    | (2,2,1,0,d) |  |
| 12   | (8) Richard Speiser        | Niemcy          | 4    | (1,0,2,1,0) |  |
| 13   | (7) Filip Šitera           | Czechy          | 4    | (2,0,1,1,u) |  |
| 14   | (2) Mathieu Trésarrieu     | Francja         | 3    | (0,0,1,2,d) |  |
| 15   | (13) Max Dilger            | Niemcy          | 1    | (0,1,0,0,0) |  |
| 16   | (5) Marco Gregnanin        | Włochy          | 1    | (0,d,0,0,1) |  |
|      | rez. Frank Facher          | Niemcy          | ns   |             |  |
|      | rez. Tobias Busch          | Niemcy          | ns   |             |  |
|      | Thomas Stange              | Niemcy          |      |             |  |

Uwaga!: Tobias Busch zastąpił Thomasa Stange’a

Awans do półfinałów: 6
Bieg po biegu:
1. Hampel, Lindgren, Smolinski, Trésarrieu
2. Iversen, Šitera, Speiser, Gregnanin
3. Watt, Baliński, Harris, Puodżuks
4. Kůs, Kennett, Lindbäck, Dilger
5. Hampel, Puodżuks, Dilger, Gregnanin (d)
6. Watt, Kennett, Iversen, Trésarrieu
7. Lindbäck, Lindgren, Harris, Šitera
8. Smolinski, Baliński, Kůs, Speiser
9. Harris, Iversen, Hampel, Kůs
10. Lindbäck, Baliński, Trésarrieu, Gregnanin
11. Lindgren, Speiser, Kennett, Puodżuks
12. Watt, Smolinski, Šitera, Dilger
13. Hampel, Baliński, Šitera, Kennett
14. Harris, Trésarrieu, Speiser, Dilger
15. Watt, Lindgren, Kůs, Gregnanin
16. Lindbäck, Smolinski, Puodżuks, Iversen (u)
17. Hampel, Lindbäck, Watt, Speiser
18. Kůs, Puodżuks, Šitera(u), Trésarrieu (d)
19. Lindgren, Baliński, Iversen, Dilger
20. Harris, Smolinski, Gregnanin, Kennett (d)
21. Bieg dodatkowy o 6. miejsce: Smolinski, Baliński (u)
22. Bieg dodatkowy o 3. miejsce: Lindbäck, Lindgren
23. Bieg dodatkowy o 1. miejsce: Watt, Hampel

### Lonigo
- Lonigo, 6 czerwca 2009 r.
- Sędzia: brak danych
- Widzów: brak danych

| Msc. | Zawodnik                   | Kraj              | Pkt  |             |  |
| ---- | -------------------------- | ----------------- | ---- | ----------- |  |
| 1    | () Sebastian Ułamek        | Polska            | 13   | (1,3,3,3,3) |  |
| 2    | () Jesper B. Monberg       | Dania             | 12+3 | (1,3,3,2,3) |  |
| 3    | () Bjarne Pedersen         | Dania             | 12+2 | (2,1,3,3,3) |  |
| 4    | () Kauko Nieminen          | Finlandia         | 11   | (3,2,3,1,2) |  |
| 5    | () Tomas H. Jonasson       | Szwecja           | 10+3 | (2,2,2,2,2) |  |
| 6    | () Rory Schlein            | Australia         | 10+2 | (3,3,0,2,2) |  |
| 7    | () Tai Woffinden           | Wielka Brytania   | 10+1 | (3,1,2,3,1) |  |
| 8    | () Troy Batchelor          | Australia         | 9    | (2,2,1,3,1) |  |
| 9    | () Dienis Gizatullin       | Rosja             | 8    | (w,3,2,0,3) |  |
| 10   | () Roman Poważny           | Rosja             | 6    | (3,2,1,w,d) |  |
| 11   | () Maks Gregoric           | Słowenia          | 5    | (2,1,2,u,0) |  |
| 12   | () Chris Kerr              | Stany Zjednoczone | 4    | (0,1,0,1,2) |  |
| 13   | () Gugielmo Franchetti     | Włochy            | 4    | (1,0,0,2,1) |  |
| 14   | () Mattia Tadiello         | Włochy            | 4    | (1,0,1,2,0) |  |
| 15   | () Mattia Carpanese        | Włochy            | 2    | (0,0,1,0,1) |  |
| 16   | () Ryan Fisher             | Stany Zjednoczone | 0    | (w,0,0,-,-) |  |
|      | rez. () Alessandro Novello | Włochy            | 1    | (1)         |  |
|      | rez. () Andrea Baroni      | Włochy            | 0    | (0)         |  |